# Metasada fuliginaria
Metasada fuliginaria är en fjärilsart som beskrevs av Bethune-Baker 1911. Metasada fuliginaria ingår i släktet Metasada och familjen nattflyn. Inga underarter finns listade i Catalogue of Life.